# Speelgeld

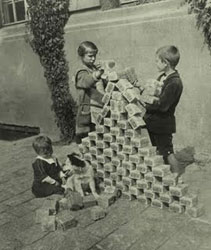
Kinderen spelen met bundels van vrijwel waardeloos geworden D-marken in Duitsland ten tijde van de hyperinflatie in 1923

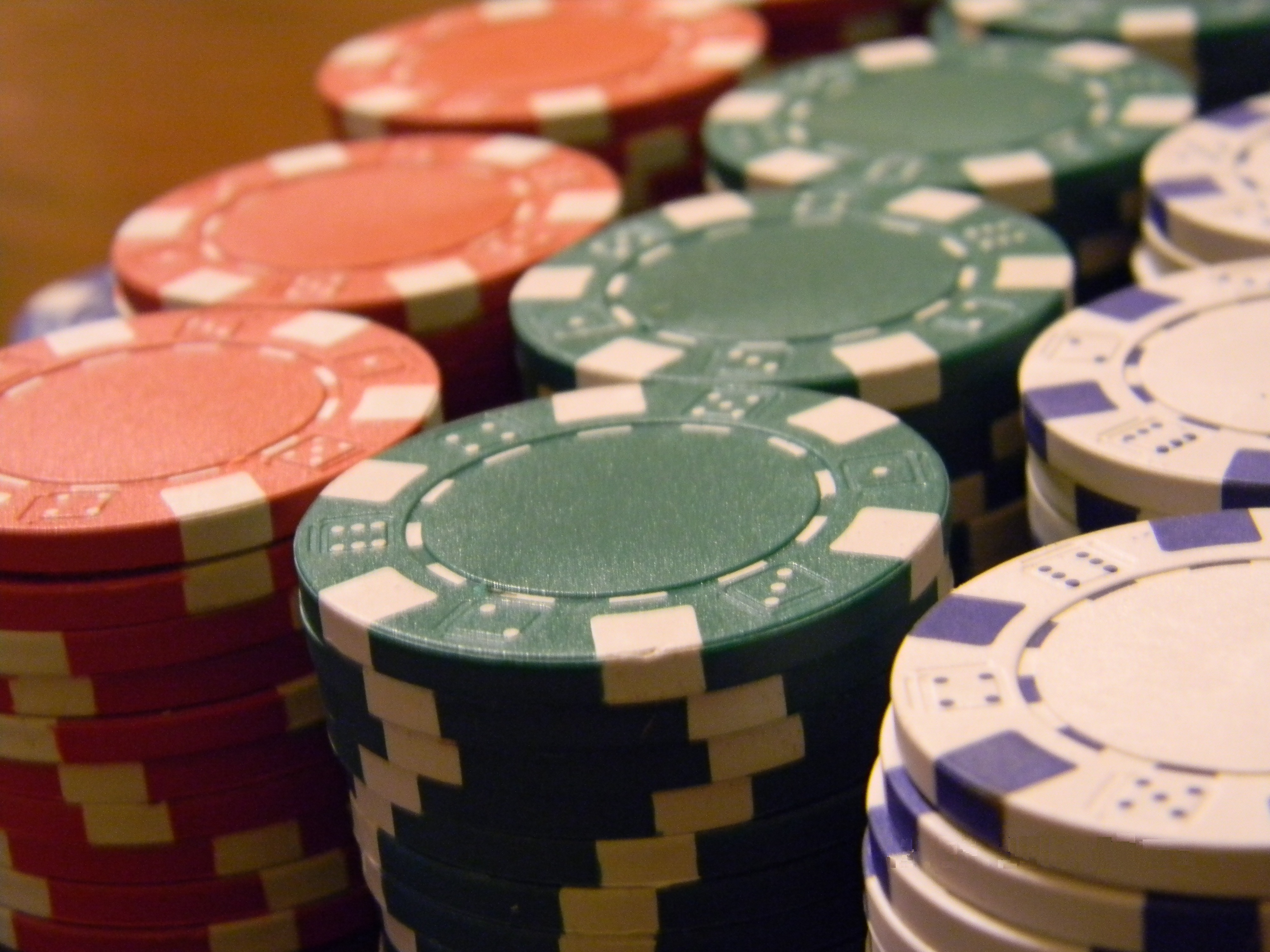
Fiches

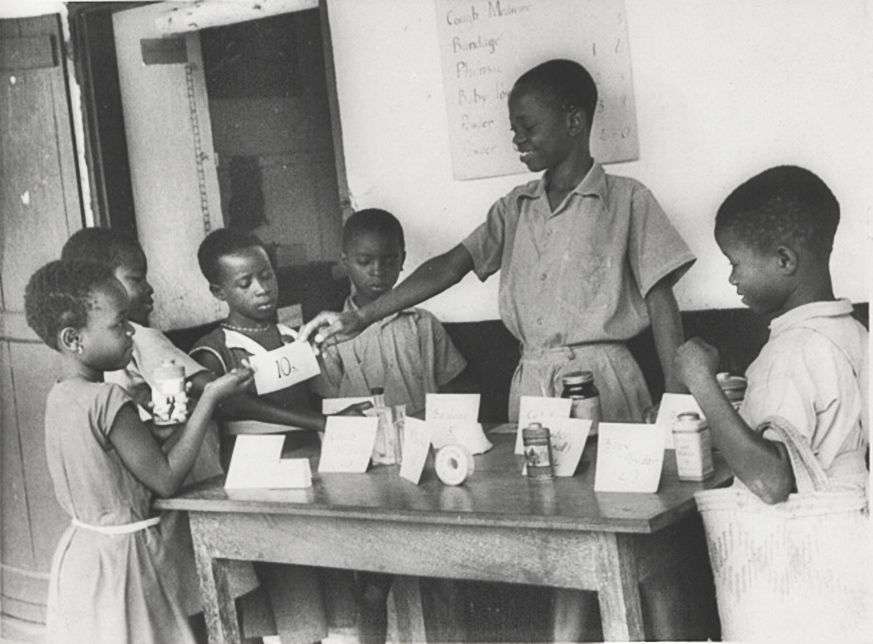
Kinderen leren in een rollenspel met nepgeld spelen - jaren 50

Speelgeld is geld dat binnen een spel wordt gebruikt. Speelgeld komt voor in vele vormen voor en kan per spel in functie verschillen. De term wordt ook overdrachtelijk gebruikt.

## Fysieke vormen
De "bankbiljetten" bestaan meestal uit bedrukt en/of gekleurd papier, de "munten" uit karton, kunststof ('plastic speelgeld') of metaal. 
Er bestaan in vrijwel alle landen wettelijke bepalingen, die verbieden dat speelgeld op echt geld mag lijken. Indien het te veel op echt geld zou lijken is er namelijk sprake van valsmunterij.   Het moet bij speelgeld duidelijk zijn dat het slechts geld is dat bedoeld is voor binnen een spel. Zo staat in Duitsland op speelgeldbiljetten dikwijls de opdruk Spielgeld om verwisseling met echt geld te voorkomen. Uit het materiaal waarvan speelgeld is gemaakt moet ook blijken dat het geen echt geld is. Zo moeten biljetten qua grootte en papierkwaliteit afwijken van echt geld, moeten plastic munten gemakkelijk te breken zijn, en metalen speelmunten mogen niet uit edelmetalen worden vervaardigd. Ook de afbeeldingen mogen niet gelijken op de op echt geld bestaande afbeeldingen. Speelgeld heeft doorgaans buiten een spel geen waarde, hoewel sommige vormen van speelgeld wel verzamelaarswaarde hebben gekregen, zoals oude Monopolybiljetten.
Speelgeld wordt soms ook in het onderwijs als educatief hulpmiddel gebruikt, om de kinderen vertrouwd te maken met geld, alsook met de achterliggende concepten van geld zoals: 'rekenen', 'prijzen', 'kosten', 'betalen', 'verdienen', 'winst', 'verlies', 'wisselen', 'waarde' enzovoorts.

## Digitale vormen
In diverse digitale spellen, zowel online internetspellen als spellen op pc of console, komen vormen van speelgeld voor, zoals 'coins' (virtuele munten) voor in een gokautomaat, of Facebook Credits waarmee in Facebookspelletjes kan worden betaald. Ook deze vormen van speelgeld zijn primair bedoeld voor gebruik binnen het spel. 
Soms worden deze speelgeldsoorten gratis aan spelers gegeven, soms moeten ze met echt geld aangekocht worden, of binnen het spel verdiend worden door daarop gerichte handelingen te verrichten. 
In een aantal gevallen, zoals in sommige MMORPG-spellen of in de virtuele wereld Second Life, waar de Linden Dollar  (L$) wordt gebruikt, kan het speelgeld wel ook buiten het spel om ingewisseld worden tegen echte valuta.

## Speciale vormen
- In een casino, gokhal of bij kaartspellen zoals poker wordt voor speelgeld de term fiche gebruikt. De fiches worden in dat geval voor aanvang van het spel aan de spelers gegeven of verkocht. Gewonnen of ongebruikte fiches kunnen dan na afloop meestal weer ingeruild worden voor echt geld.

- In het dagelijks spraakgebruik wordt met speelgeld ook geld bedoeld dat praktisch waardeloos is omdat er geen of nauwelijks bancaire dekking meer voor is.

- Niet echt 'speelgeld', maar hier toch volledigheidshalve genoemd is het zogeheten testgeld, waarmee fabrikanten van geldautomaten hun machines kunnen testen. Dit testgeld is imitatiegeld en wordt doorgaans in oplopende waardeseries vervaardigd. Testgeld wordt ook gebruikt bij demonstraties van geldverwerkende machines zoals parkeermeters, en voor de opleiding van mensen die werkzaam zijn in de financiële sector.[4]